# Artisanat indonésien
L'artisanat en Indonésie, à l'instar de l'art indonésien général, reflète la diversité du pays. Certains auteurs distinguent les trois catégories suivantes :
- L'artisanat issu d'un art tribal dans lequel les ouvrages ont une dimension religieuse.
- L'artisanat de Java et Bali, mélange d'art bouddhique et d'art hindouiste.
- L'artisanat influencé par l'islam, qui a beaucoup influencé les arts locaux mais qui reste moins important étant donné que les représentations humaines et animales y sont interdites.

Il est plus simple de parler d'un artisanat traditionnel dans lequel les gens produisent les objets nécessaires à leur vie quotidienne, matérielle et spirituelle.
La plupart des œuvres ont aujourd'hui perdu leur dimension spirituelle au profit d'une dimension économique et touristique.

## Textile

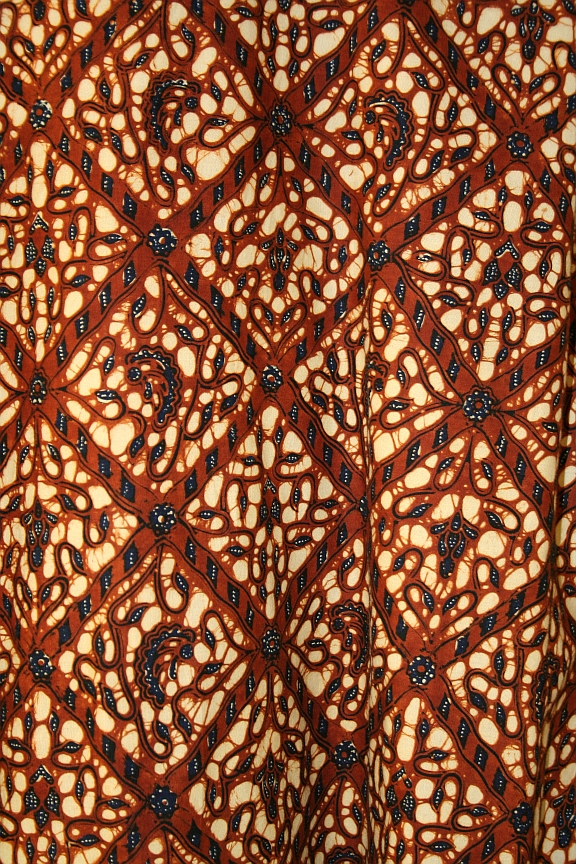
Batik

La forme artisanale la plus répandue d'Indonésie est celle du textile : l'ikat (tissage d'étoffes avec des motifs originaire de Nusa Tenggara mais répandu dans tout l'archipel), le songket (étoffe de soie entremêlées de fils d'or et d'argent), le tapis de ampung ou encore le fameux batik (dessin avec de la cire et de la teinture sur les étoffes) javanais. La poterie indonésienne est brute et naïve sur Lombok, très influencée par la céramique chinoise dans la région de Singkawang et très influencée par l'Occident et vernies sur Bali. La vannerie est très développée sur Lombok et chez les Dayaks avec des techniques de tissage du rotin traditionnelles. Les Torajas pratiquent le travail des perles alors que chez les Dayaks et sur Lombok, on travaille les cauris, petits coquillages de grande valeur.

## Sculpture sur bois

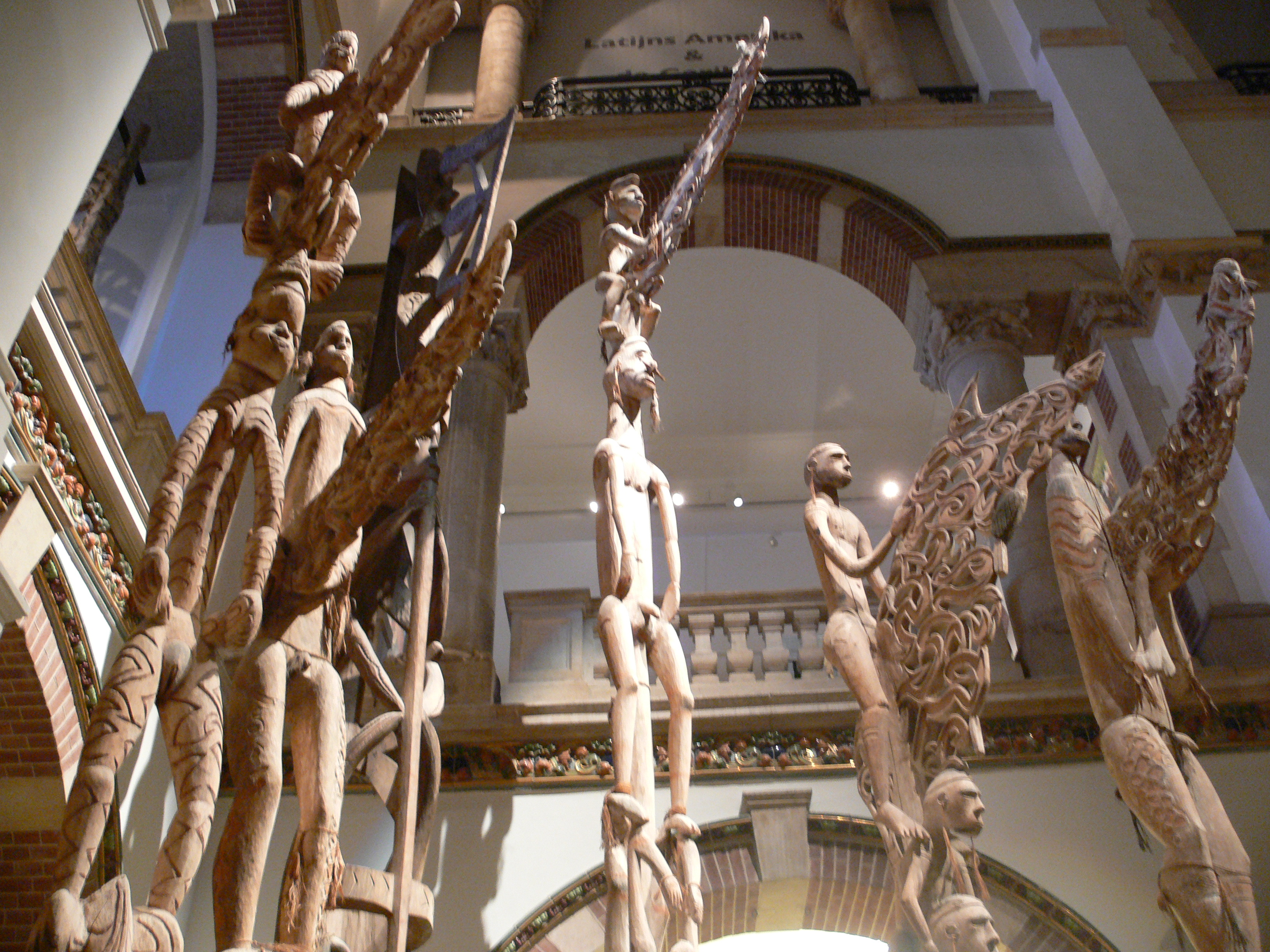
Totems funéraires de Nouvelle-Guinée

La sculpture sur bois est également très répandue en Indonésie. Ces sculptures avaient originellement pour but de protéger les maisons contre les mauvais esprits. Cette fonction est toujours présente. A Java par exemple, il existe un couple de figurines en bois, les loro blonyo, qu'on expose lors d'un mariage à l'écart des mariés pour attirer sur eux les esprits malfaisants, ou à l'entrée d'une maison pour accueillir les visiteurs. A Nias, Sumba, dans le pays toraja et dans les villages ngaju et dusun à Kalimantan, les statues de bois représentant les ancêtres participent encore pleinement à la vie religieuse des communautés. Sur de nombreuses îles, des objets utilitaires sont sculptés en bois : des récipients en bambou aux Célèbes ou des bols en bois laqué à Sumatra par exemple. À Bali et Java en particulier, la fabrication de meubles ornés est très développée, notamment les meubles en teck (jati), très recherchés. Les masques en bois sculptés sont très fréquemment utilisés lors de rites communautaires ou dans le théâtre.

## Travail des métaux
Le travail du bronze en Indonésie a été introduit par la culture Dong Son (VIIIe – IIIe siècle av. J.-C.). L'apparition du travail du fer est plus tardif, en raison notamment de la rareté du minerai local, essentiellement d'origine météorique. A Java et dans les autres îles de l'ouest de l'archipel, on fabrique des kriss, dagues d'apparat à la lame droite ou sinueuse richement travaillées. La région d'Aceh est spécialisée dans la bijouterie, surtout dans le travail de l'or. À Bali, les bijoux sont davantage en argent. Le quartier de Kota Gede à Yogyakarta, à Java, est spécialisée dans la création d'argenterie et notamment d'argenterie de table.